# نقاط الشنیگ
نقاط اِلشْنیگ (انگلیسی: Elschnig spots) نقاطی مشکی رنگ با حاشیه زرد روشن یا قرمز در شبکیه است که در فوندوسکوپی بیماران مبتلا به رتینوپاتی ناشی از فشار خون بالا دیده می‌شود. این نشانه بالینی نامش را از چشم‌پزشک اتریشی آنتون الشنیگ می‌گیرد.